# Língua de sinais australiana
A língua de sinais australiana, ou Auslan (em Portugal: língua gestual australiana) é a língua de sinais (pt: língua gestual) através da qual a comunidade surda da Austrália se comunica.

## História
A Auslan surgiu da BSL e da língua de sinais da Nova Zelândia, tendo também obtido influências da língua de sinais irlandesa e, mais recentemente, tenha adoptado sinais (pt: gestos) da ASL.
Assim como outras línguas de sinais, a gramática da Auslan é distinta da da língua oral do país (o Inglês). A sua criação não pode ser atribuída a um só indivíduo, antes, é uma língua natural, que emergiu ao longo do tempo, na comunidade surda local.
Embora não se saiba com certeza quantos são os seus utilizadores, estudos recentes apontam para que sejam cerca de 6500.
A Auslan foi reconhecida pelo governo australiano como "língua da comunidade, além do Inglês" e, em 1987, como língua preferencial da comunidade surda. Em 1982 foram registados os primeiros intérpretes de sinais. Na década de 90, começou a estar acessível aos estudantes, nas escolas secundárias (escolas regulares, com intérpretes).